# Jan Chrzciciel Ferreres Boluda
Jan Chrzciciel Ferreres Boluda, (hiszp.) Juan Bautista Ferreres Boluda (ur. 28 listopada 1861 w Olleríi, zm. 29 grudnia 1936 w San Miguel de los Reyes pod Walencją) – błogosławiony Kościoła katolickiego, męczennik okresu wojny domowej w Hiszpanii, ofiara prześladowań antykatolickich, teolog, hiszpański prezbiter, ojciec z zakonu jezuitów.

## Życiorys
Do seminarium duchownego wstąpił w 1877 roku. Po otrzymaniu sakramentu święceń w 1888 roku został członkiem Towarzystwa Chrystusowego. Ukończył studia uniwersyteckie na kierunku filozoficznym. Po uzupełnieniu studiów od 1899 wykładał teologię moralną i prawo kanoniczne w Torosie i Colegio Máximo de Sarriá w Barcelonie. Z działalności literackiej jego wielokrotnie wznawiane dwutomowe „Compendium theologiae moralis” jest istotne dla formacji kapłanów języka hiszpańskiego. Od 1918 roku w Rzymie współpracował z kardynałem Pietro Gasparrim. Po powrocie do ojczyzny (1924) prowadził legalną działalność do czasu wprowadzenia w 1932 roku przez rząd republikański dekretu o likwidacji zakonu jezuitów. Zmuszony do zamieszkania w prywatnym domu był jednym z 660 zakonników pozostałych na terenach opanowanych przez republikanów. Spośród stu szesnastu jezuitów zamordowanych w latach 1936–1937 Jan Chrzciciel Ferreres Boluda jest jednym z jedenastu beatyfikowanych męczenników, którzy mimo narastającego terroru pozostali w kraju. Po wybuchu wojny domowej, w czasie eskalacji prześladowań katolików, został aresztowany latem przez milicję Frontu Ludowego i uwięziony pod Walencją w San Miguel de los Reyes. Skazany został na karę śmierci, którą próbowano wykonać 21 grudnia. Trudy więziennego życia i choroba uniemożliwiły przewiezienie skazańca na miejsce egzekucji. Gdy po ośmiu dniach przybyli do celi rewolucjoniści przygotowani do przetransportowania aresztanta na leżąco, razem z materacem, zastali tam zwłoki zmarłego z wyczerpania Jana Chrzciciela Ferreresa Boludy.
Uznany został przez Kościół rzymskokatolicki za ofiarę nienawiści do wiary (łac. odium fidei) mimo iż nie był bezpośrednio zabity przez prześladowców, a zmarł w wyniku brutalnego traktowania dochowując wierności powołaniu, Chrystusowi i Kościołowi.
Badanie okoliczności śmierci i materiały zaczęto zbierać w 1950. Proces informacyjny rozpoczął się 8 lipca 1952 w Walencji i trwał do 1956. Beatyfikowany został w grupie wyniesionych na ołtarze męczenników z zakonu jezuitów, prowincji Aragonia, zamordowanych podczas prześladowań religijnych w latach 1936–1939, razem z Józefem Aparicio Sanzem i 232 towarzyszami, pierwszymi wyniesionymi na ołtarze Kościoła katolickiego w trzecim tysiącleciu przez papieża Jana Pawła II. Uroczystość beatyfikacji miała miejsce na placu Świętego Piotra w Watykanie w dniu 11 marca 2001 roku.
Miejscem kultu jest archidiecezja walencka. Relikwie spoczywają w Residencia Sagrado Corazón (Walencja).
Wspomnienie liturgiczne obchodzone jest przez katolików w dzienną rocznicę śmierci (29 grudnia) oraz w grupie Józefa Aparicio Sanza i 232 towarzyszy (22 września).

## Publikacje wydane za życia autora
1. „El Impedimento de clandestinidad.”; Madryt, wyd. Sucesores de Rivadeneyra, 1903.
2. „Lo que debe hacerse y lo que hay que evitar en la celebración de las misas manuales : comentario canónico-moral sobre el decreto "Ut debita".”; Madryt, wyd. Establecimiento tip. Sucesores de Rivadeneyra, 1905.
3. „La Enseñanza del catecismo prescrita por Pío X : comentario canónico-moral sobre la encíclica "Acerbo nimis".”; Madryt, wyd. Imp. de Gabriel López del Horno, 1905.
4. „Comentarios canónico-morales sobre religiosas según la disciplina vigente.”; Madryt, wyd. Imp. de Gabriel López del Horno, 1905
5. „Las cofradias y congregaciones ecclesiásticas según la disciplina vigente. Tratado canónico con numerosas anotaciones sobre las terceras órdenes seculares.”; Barcelona, wyd. G. Gili, 1907.
6. „Tesoro del sacerdote : ó Repertorio de las principales cosas que ha de saber y practicar el sacerdote para santificarse á si mismo y santificar á los demás y á proposito para servir de texto de liturgia, oratoria y teología pastoral.”; Barcelona, wyd. Eugenio Subirana, 1907.
7. „Comentario canónico sobre el decreto "Recenti" complementario del decreto "Ut debita" sobre misas manuales.”; Madryt, wyd. Establecimiento Tip. "Sucesores de Rivadeneyra", 1907.
8. „Los esponsales y el matrimonio según la novisima disciplina : comentario canónico-moral sobre el decreto ne temere”; Madryt, wyd. Razón y Fe, 1908.
9. „Las religiosas según la disciplina vigente; sus confesores, cuenta de conciencia, clausura, votos [y] elección de superioras.”; Madryt, wyd. Razón y Fe, 1908.
10. „María por España y España por María : panegíricos y artículos.”; Barcelona, wyd. Librería y tipografía Católica, 1910.
11. „Las campanas : Su historia, su bendición, su uso litúrgico, dominio de propiedad sobre ellas, influencia de su toque durante las tempestades : Tratado histórico, litúrgico, jurídico y científico.”; Madryt, wyd. Razón y Fe, 1910.
12. „La comunión frecuente y diaria y la primera comunión según las enseñanzas y prescripciones de Pio X : comentarios canónico-morales sobre los decretos "Sacra Tridentina Synodus" y "Quam singulari".”; Barcelona, wyd. Gustavo Gili, 1911.
13. „La muerte real y la muerte aparente : con relación á los santos sacramentos ; estudio fisiológico-teológico.”; Madryt, wyd. Razon y Fe, 1911.
14. „La Curia romana según la novisima disciplina decretada por Pio X.”; Madryt, wyd. Razón y Fe, 1911.
15. „De Vasectomia duplici : necnon de matrimonio mulieris excisae : Cum appendice de casu quodam clinico.”; wyd. Razón y Fe, 1913.
16. „El breviario y las nuevas rúbricas, según la novísima reforma decretada por Pio X.”; Madryt, wyd. Razón y Fé, 1914.
17. „La Nueva bula de cruzada y sus extraordinarios privilegios según la concesión de Benedicto XV : comentario canónico-moral e histórico sobre el breve "Ut praesens".”; Madryt, wyd. Razón y Fe, 1915.
18. „Instituciones canónicas : con arreglo al novísimo código de Pío X : promulgado por Benedicto XV y a las prescripciones de la disciplina española.”; Barcelona, wyd. E. Subirana, 1917.
19. „Derecho sacramental y penal especial : con arreglo al novísmo código de Pío X promulgado por Benedicto a las ... prescripciónes de la disciplina española y de la América Latina.”; Barcelona, wyd. E. Subirana, 1918.
20. „La justicia, el derecho y los contratos conforme a los principios de la moral católica y a los códigos civiles de España, Portugal y de las diversas naciones de la América latina.”; Barcelona, wyd. E. Subirana, 1920.
21. „Compendio de teología moral según la norma del novísimo código canónico, acomodado a las disposiciones del derecho español y portugués, los decretos del Concilio plenario de la América latina y del Concilio provicial de Manila, y aun a las peculiares leyes civiles de aquellas regiones.”; Barcelona, wyd. E. Subirana, 1920.
22. „Derecho sacramental y penal especial : con arreglo al novísimo Código de Pío X, promulgado por Benedicto XV, a las declaraciones subsiguientes de la Santa Sede y a las prescripciones de la disciplina española y de la América Latina.”; Barcelona, wyd. E. Subirana, 1920, 1923 i 1932.
23. „Instituciones canónicas : con arreglo al novísimo Código de Pío X : promulgado por Benedicto XV y a las prescripciones de la disciplina española y de la América Latina.”; Barcelona, wyd. E. Subirana, 1920, 1926 i 1934.
24. „La justicia : el derecho y los contratos : conforme a los principios de la moral católica y a los códigos civiles de España, Portugal y de diversas naciones de la América Latina.”; Barcelona, wyd. Eugenio Subirana, 1920.
25. „Los Esponsales y el matrimonio.”; Madryt, wyd. Razon y Fe, 1927.
26. „Historia del misal romano : su origen (sacramentarios, antifonarios, epistolarios, etc.), el misal plenario, el misal de curia, su variadísmo desarrollo en la edad media, su unidad desde San Pío V, su brillante coronación con la fiesta de Cristo Rey, sacado todo de las más ricos archivos y públicas bibliotecas de las provincias eclesiásticas de Tarragona y Valencia.”; Barcelona ,wyd. E. Subirana, 1929.
27. „Panegíricos y sermones compuestos y predicados”; Barcelona, wyd. Eugenio Subirana, 1931.